# Walcheren (vlaggenschip)
De Walcheren was een oorlogsschip in de Staatse vloot van de Republiek der Zeven Verenigde Nederlanden. Het linieschip, met een lengte van 155 voet, een bewapening van 70 stukken en een bemanning van 380 koppen was in 1665 door Mattheus Sluyck te Vlissingen gebouwd voor de Admiraliteit van Zeeland en had als thuisbasis Vlissingen. De bouwtijd van het rijk versierde schip bedroeg 11 maanden. Oorspronkelijk werd geadviseerd het schip op een lengte van 160 voet te bouwen, maar waarschijnlijk vanuit kostenoverwegingen werd besloten daar vijf voet van af te halen. De Walcheren, het vlaggenschip van de admiraliteit, heeft in verschillende zeeslagen tijdens de Engels-Nederlandse oorlogen strijd geleverd.

## Tweede Engels-Nederlandse Oorlog
In de Tweede Engels-Nederlandse Oorlog deed de Walcheren mee aan diverse zeeslagen. Tijdens de eerste dag van de Vierdaagse Zeeslag, op 11 juni 1666, kwam Cornelis Evertsen om het leven door een schot vanaf de Henry, het schip van Rear-Admiral Harman, dat in brand was gezet, maar wist te ontkomen.
Op 4 augustus 1666 werd admiraal Jan Evertsen tijdens de Tweedaagse Zeeslag te drie uur 's middags een been afgeschoten door een boutkogel. Hij overleed de volgende dag om vijf uur in de nacht. Zijn neef Cornelis Evertsen, die later het gezag over hetzelfde schip zou voeren, heeft dit alles zien gebeuren.

## Derde Engels-Nederlandse Oorlog
Tijdens de Derde Engels-Nederlandse Oorlog nam het schip onder bevel van luitenant-admiraal Adriaen Banckert deel aan de onder meer de Slag bij Solebay en de Slag bij Kijkduin.

## Glorieuze Revolutie
Tijdens de Glorieuze Revolutie was de Walcheren een van de schepen waarmee stadhouder Willem III naar Engeland voer om tot koning te worden gekroond.

## Het einde
Op 27 november 1689 keerde de Walcheren terug uit Engeland, onder het gezag van luitenant-admiraal Cornelis Evertsen, bijgenaamd Keesje de Duvel. Aan de kade stonden ca. zesduizend mensen toe te kijken hoe de vloot terugkeerde. Het schip voer vol zeil zeer dicht onder de kust en raakte daarbij een pier van de haveningang, waarna het vrijwel onmiddellijk zonk, tot ontzetting van de toeschouwers. Hierbij verdronken tussen de 20 en 40 man.
Dat Cornelis Evertsen hiervoor nooit ter verantwoording is geroepen kwam door tussenkomst van prins Willem III. Sommige historici beweren dat Evertsen zijn straf ontliep omdat hij een van de minnaars van de prins was.

## Wrak
Het wrak van de Walcheren lag op een ongelukkige plek: de haven van Vlissingen werd erdoor geblokkeerd. Men heeft het in 1696 deels met buskruit opgeblazen. In de loop der jaren is ongeveer de helft van het geschut geborgen en is veel van wat er verder van het schip restte, vergaan of met de sterke stroming weggespoeld.
In 2010 hebben duikers van de Duik- en Demonteergroep van de Koninklijke Marine voor de Koopmanshaven voor het eerst gezocht naar restanten van het wrak. Er werd niets gevonden dat aan de Walcheren kon worden toegeschreven. In juli 2012 is opnieuw gedoken. Ditmaal haalde men enkele houten balken en een bakstenen muurtje (mogelijk van de bakoven van het schip) naar boven, die vermoedelijk afkomstig waren van het admiraalsschip.